# امامزاده ساره مریم جوزدان
امامزاده ساره خاتون جوزدان مربوط به دوره ایلخانی است و در شهرستان نجف‌آباد، شهر جوزدان واقع شده و این اثر در تاریخ ۳۰ تیر ۱۳۸۴ با شمارهٔ ثبت ۱۲۱۱۵ به‌عنوان یکی از آثار ملی ایران به ثبت رسیده است.